# 다이라 사토시
다이라 사토시(일본어: 平 聡, 1970년 7월 16일 ~ )는 일본의 전 축구 선수이다.

## 구단 경력
과거 베갈타 센다이에서 활동하였다.